# 吉粳88
吉粳88号（又称吉01-124、吉01-22），是中华人民共和国吉林省农业科学院水稻研究所培育出的一种常规粳稻杂交水稻，由张三元、张俊国、赵国臣、徐虹、赵劲松、全成哲、杨春刚、孙强、苏君、刘振蛟、郭桂珍、林秀云、全东兴、张学君、李彻、严光彬、李朝峰等人完成。该杂交水稻母本为奥羽346、父本为长白9号，2005年，被中华人民共和国农业部认定为超级杂交水稻品种。

## 特点
吉粳88号适种于黑龙江第一积温带上限、吉林省中熟稻区、辽宁东北部、宁夏引黄灌区以及内蒙古赤峰、通辽南部、甘肃中北部及河西稻区。2005年，吉林省农作物品种审定委员会、中国农作物品种审定委员会分别审定（吉审稻2005001国审稻2005051）。在东北、西北早熟稻区种植全生育期153.5天，比对照吉玉粳晚熟5.5天，千粒重21.2克。米质优，整精米率71.3%。2004年，列入省级农业科技发展计划重大科研项目。2005年，它与其他四款常规粳稻吉粳83、沈农265、沈农606、沈农016，一同被中华人民共和国农业部认定为首批超级杂交水稻品种。